# Гром (спецподразделение КГБ)
«Гром» — группа специального назначения КГБ СССР, которая была образована в начале 1979 года. Численность отряда составляла 25 человек. Личный состав комплектовался из сотрудников группы «А» (антитеррористическое спецподразделение «Альфа») 7-го управления КГБ СССР. 
Группа была отправлена в Афганистан для участия в операции «Шторм 333». В ходе операции погибли два бойца группы — Д. В. Волков и Г. Е. Зудин. Группа была расформирована в конце 1979 года.

## Личный состав

### Командир
- Романов М. М.[1].

### Награждённые бойцы

#### Герой Советского Союза
- Карпухин В. Ф.

#### Орден Ленина
- Романов М. М.
- Голов С. А.

#### Орден Красного Знамени
- Берлев Н. В.
- Волков Д. В. (посмертно)
- Гуменный Л. В.
- Емышев В. П.
- Зудин Г. Е. (посмертно)
- Климов П. Ю.
- Кувылин С. В.
- Кузнецов Г. А.
- Плюснин А. Н.
- Репин А. Г.
- Соболев М. В.
- Федосеев В. М.
- Филимонов В. И.
- Швачко Н. М.

#### Орден Красной Звезды
- Толстиков Г. Б.
- Анисимов В. И.
- Баев А. И.
- Балашов О. А.
- Гришин В. П.
- Коломеец С. Г.
- Мазаев Е. П.[3]